# Storlidtjärnen (Burträsks socken, Västerbotten)
Storlidtjärnen är en sjö i Skellefteå kommun i Västerbotten och ingår i Rickleåns huvudavrinningsområde.